# Dorfkirche Röddelin

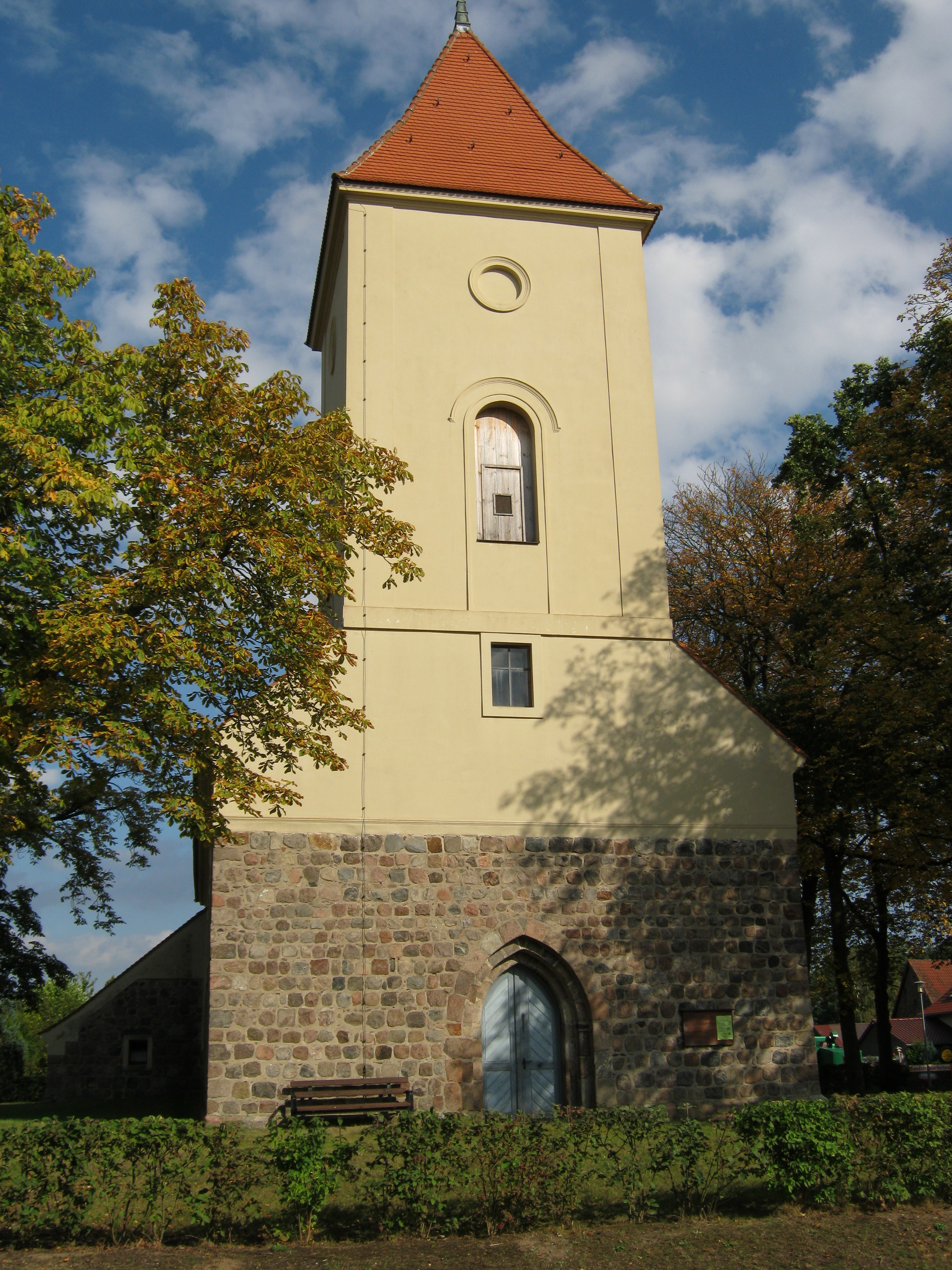
Dorfkirche Röddelin

Die evangelische, denkmalgeschützte Dorfkirche Röddelin steht in Röddelin, einem Ortsteil der Stadt Templin im Landkreis Uckermark in Brandenburg. Die Kirche gehört zum Kirchenkreis Oberes Havelland der Evangelischen Kirche Berlin-Brandenburg-schlesische Oberlausitz.

## Beschreibung
Die Feldsteinkirche wurde in der zweiten Hälfte des 13. Jahrhunderts erbaut. Sie besteht aus einem Langhaus, dem Unterbau des querrechteckigen Kirchturms im Westen und einer Sakristei an der Nordwand des Langhauses, die innen mit einem Tonnengewölbe überspannt ist. Die Kirche wurde nach einem Brand 1806–09 erneuert. Die Wände des Langhauses wurden mit Mauerwerk aus verputzten Backsteinen erhöht und mit tief heruntergezogenen Bogenfenstern und dazwischen liegenden Blenden versehen. Das querrechteckige Erdgeschoss des Kirchturms aus Feldsteinen wurde mit quadratischen Geschossen aus verputzten Backsteinen aufgestockt und mit einem Pyramidendach bedeckt. Das spitzbogige Portal im Westen des Kirchturms hat ein zweifach gestuftes Gewände. Zwei weitere Portale befinden sich in der Südwand des Langhauses. 
Der Innenraum des Langhauses, der Emporen an drei Seiten hat, ist mit einer Holzbalkendecke überspannt, die 1909 bemalt wurde. Zur Kirchenausstattung gehören ein um 1820 errichteter Kanzelaltar und ein Taufbecken. Die Orgel auf der Empore wurde 1884 von Albert Hollenbach gebaut.